# Jizerbergen

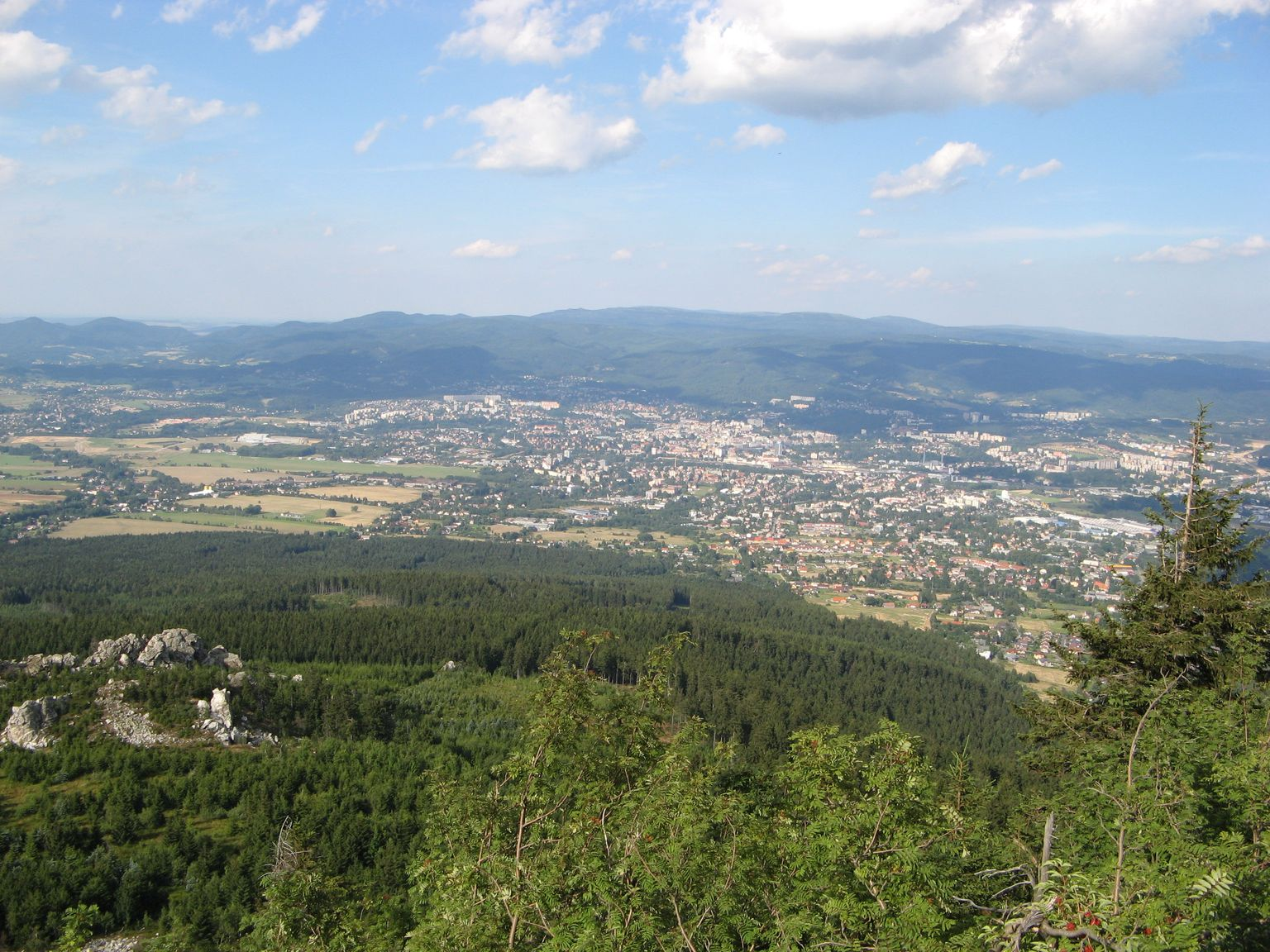
Vy mot Liberec med Jizerbergen i bakgrunden.

Jizerbergen (tjeckiska Jizerské hory, polska Góry Izerskie, tyska Isergebirge) är ett bergsområde i norra Böhmen, på gränsen mellan Tjeckien och Polen. Jizerbergen är en del av Sudeterna, väster om Riesengebirge och Lausitzer Gebirge.
Bergen består mest av gnejs och glimmerskiffer och bildar fyra parallella kedjor från sydöst till nordväst. Huvudkedjan är Hoher Iserkamm med Wysoka Kopa (tyska: Hinterberg), 1 127 meter över havet. Genom Iserwiese är denna kedja skild från den sydligare Mittlerer Iserkamm.